# Mena (Frau des Himavat)
Mena (Sanskrit: मेना) ist die Tochter des Weltenberges Meru und die Gemahlin Himavats, der Personifikation der Himalaya-Berge. Von ihm empfing sie die beiden Töchter Ganga und Parvati sowie den Sohn Mainaka. Durch die Eheschließung Parvatis mit dem Hindugott Shiva wurde sie zu dessen Schwiegermutter.

## Mythos
Über Mena wird nur an wenigen Stellen der altindischen Texte berichtet. Am populärsten ist wohl ihr – im Shiva-Purana geschildertes – Entsetzen beim Anblick ihres zukünftigen Schwiegersohnes Shiva, denn sie konnte nicht glauben, dass ihre liebreizende Tochter einen derart abstoßenden, ausgemergelten, langhaarigen und aschebeschmierten Asketen heiraten wolle. In einigen Versionen kündigt Mena sogar einen Selbstmord an; in anderen fällt sie in Ohnmacht. Letztlich jedoch überzeugte sie ihr Mann, dass Shiva viele Aspekte habe und immerhin der Gott des Universums sei, was zu ihrer Besänftigung und letztlich zur Einwilligung in die eheliche Beziehung beitrug.

## Menaka
Im Ramayana wird erzählt, wie Gott Indra die Apsara Menaka zum Brahmanen Vishvamitra sendet, um diesen von seiner Meditation abzubringen, was ihr auch gelingt. Ob Mena und Menaka dieselben Personen sind, ist letztlich unklar.